# XXVIe dynastie égyptienne
680 av. J.-C. – 526 av. J.-C.
Entités précédentes :
- XXVe dynastie

Entités suivantes :
- XXVIIe dynastie, dite achéménide

La XXVIe dynastie égyptienne est la première dynastie de la Basse Époque (ou Époque tardive) de l'histoire de l'Égypte antique,. Elle couvre la période d'environ 680 à 526 av. J.-C.
De 680 à 656 av. J.-C., cette dynastie règne en parallèle de la XXVe dynastie. De 656 à 526 (période saïte, traditionnellement commencée au début du règne de Psammétique Ier en 664 malgré une réunification effective seulement à partir de 656), elle règne seule sur l'Égypte. Le qualificatif saïte est une référence à Saïs, une ville du delta occidental dont elle fera la capitale de l'Égypte unifiée. La XXVIe dynastie est peut-être liée à la XXIVe dynastie, également saïte.

## Histoire

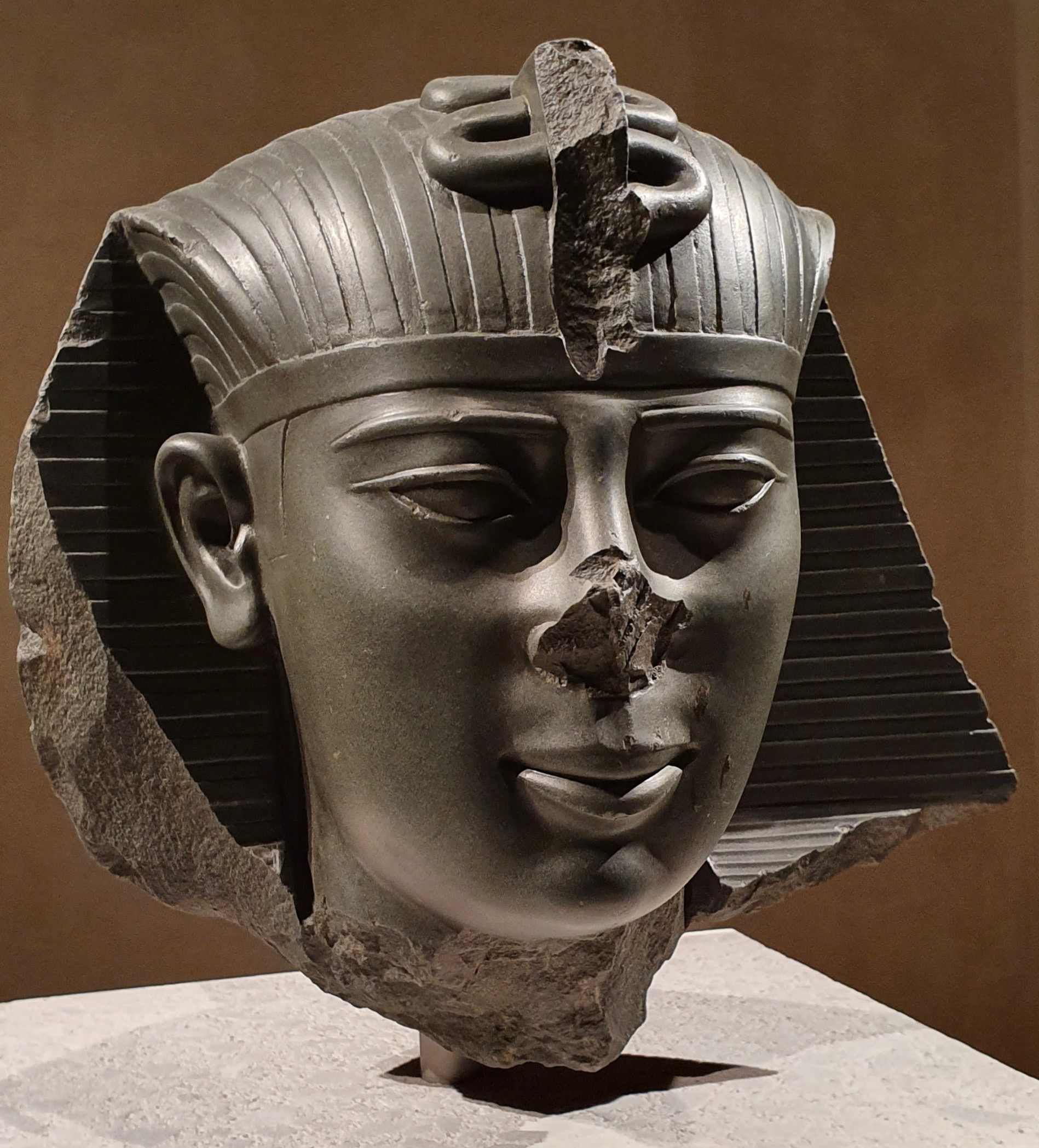
Statue en grauwacke au Neues Museum de Berlin, supposément de la tête d'Ahmôsis II qui a régné de 570 à 527 av. J.-C.

Au cours du règne de Taharqa (XXVe dynastie), vers 680 av. J.-C., Tefnakht de Saïs se proclame roi et règne huit ans sur un territoire couvrant l'ouest du Delta du Nil. Son fils, Nékao Ier, lui succède vers 672 av. J.-C. Il participe aux confrontations entre l'Assyrie et les rois de la XXVe dynastie pour le contrôle de l'Égypte. C'est au cours de l'une de ces batailles, en 664 av. J.-C., qu'il est tué et où son fils Psammétique Ier lui succède et s'enfuit à la cour du roi assyrien Assurbanipal.
Psammétique Ier est rétabli comme roi de Saïs et de Memphis par les Assyriens. Par la suite, sous la tutelle officielle des Assyriens, il soumet le Delta jusqu'au tournant de l'an neuf de son règne. Il soumet ensuite la Haute-Égypte où le roi koushite Tanoutamon était reconnu jusqu'en 657 av. J.-C. (dernière attestation du roi en Égypte, située à Karnak). Avec l'aide de mercenaires lydiens et grecs, Psammétique Ier s'affranchit de la tutelle assyrienne et est considéré comme le seul maître de l'Égypte vers le milieu des années 650 av. J.-C..
Psammétique Ier réunifie donc le pays. Son règne et ceux de ses successeurs sont marqués par la « renaissance saïte » : ils vont imiter le Moyen Empire et même l'Ancien Empire alors qu'ils ont aussi le Nouvel Empire déjà derrière eux, renouant surtout avec l'autre dynastie saïte qu'avait été la courte XXIVe après le plus long intermède de la XXVe dynastie dite parfois des « pharaons noirs ».
Cette dynastie est évoquée dans la Bible hébraïque (Deuxième Livre des Rois), notamment à travers la personne du pharaon Nékao II.
Une armée de Nékao II se constitue contre la nouvelle puissance babylonienne vers l'Euphrate en se heurtant au passage au royaume de Juda pris tour à tour entre Égyptiens et Babyloniens, royaume de Juda qu'il va tenter de soumettre par la force comme par la rançon ; ce qui amènera pharaon à se heurter ensuite plus directement aux Babyloniens qui le battront à la bataille de Karkemish. Nékao, comme plus tard ses successeurs directs, se trouvant alors retranché à l'ouest du « Torrent d'Égypte » (le Nil plutôt que l'actuelle Mer rouge ?...), entreprend des initiatives de désenclavement de son pays : par le creusement d'un canal destiné à relier le Nil à la mer Rouge et qui a fonctionné avant d'être ensablé ; et par l'envoi d'une expédition phénicienne d'exploration de l'actuel continent africain par ses côtes à partir du delta du Nil et qui va ainsi en accomplir la première circumnavigation (a priori dans le sens horaire des actuels mer Rouge - cap de Bonne-Espérance - détroit de Gibraltar etc.).
Le dernier grand roi de cette dynastie Ahmôsis II doit faire face à des réactions xénophobes de la population. Il va édifier dans le delta la ville de Naucratis réservée aux Grecs. Mais il sent monter le danger perse, c'est pourquoi il resserre ses relations avec les Grecs, les Lydiens (546 av. J.-C.) et les Babyloniens (539 av. J.-C.). Il est aussi le plus philhellène des rois d'Égypte, finançant par exemple la reconstruction d'un temple d'Apollon.
Le roi perse Cyrus II le grand vainc les Lydiens en 546 av. J.-C. puis les Babyloniens en 539 av. J.-C.. En 526 av. J.-C., son fils Cambyse II conquiert l'Égypte en battant l'armée de Psammétique III lors de la bataille de Péluse, initiant ainsi une XXVIIe dynastie de pharaons dite achéménide.

## Économie et société
Plus que jamais, la société égyptienne et tout particulièrement son armée apparaissent très cosmopolites et métissées. Grecs et Cariens s’ajoutent aux Nubiens et Libyens anciennement intégrés, et aussi aux contingents juifs, syriens et phéniciens, ces derniers très présents avec les Grecs d’Ionie dans la marine militaire comme dans la flotte marchande voire d'exploration.
On note le développement d’un armement et d’un négoce international d’initiatives privées, surtout d’origine orientale. Dans l’armée l’influence des clans militaires d’origines libyennes reste réelle mais est équilibrée par ces nouvelles forces mercenaires. Cette ouverture accrue sur la Méditerranée entraîne un renforcement des liens militaires et commerciaux avec les Grecs (comptoir commercial de Naucratis). L’État saïte profite de ces évolutions, pour assurer sa sécurité et sa prospérité économique il perçoit des taxes avantageuses sur le négoce international. Il le favorise aussi en aménageant le canal des pharaons qui permet de relier la Méditerranée à la mer Rouge par le delta nilotique. La bureaucratie saïte réussit à encadrer cette expansion économique fructueuse entre importations de l’Égée et du Proche-Orient et exportations égyptiennes de céréales, tissus de lin et papyrus.
L'ouverture du port commercial de Naucratis, tourné en partie vers le monde hellénique avec l'installation de la colonie grecque, va avoir une importance décisive sur l'histoire de l'art occidental. Le type du kouros très stylisé qui a été élaboré au VIIe siècle av. J.-C. au contact des statues égyptiennes se métamorphosera au fil des siècles en la représentation « classique » du nu masculin debout, par émulation entre les cités, les ateliers. La création de grands colosses, mise au compte des relations entre Samos et l'Égypte, est déjà bien attestée au VIIe siècle, sous la XXVIe dynastie, une étude de 2003 ayant mis en lumière le rôle des sculptures égyptiennes pour les Grecs pendant la période archaïque à Naucratis.

## Art et culture
On assiste à une renaissance culturelle pendant cette seconde période saïte. L’art d’État, qui avait précédemment repris sous les Kouchites (ou Kushites) de la XXVe dynastie, se développe grâce à une restauration de l'ordre et à une prospérité économique. On voit réapparaître sur les sarcophages des notables des séquences des anciens textes des pyramides et le déplacement du centre du pouvoir de Saïs à Memphis fait du classicisme memphite de l’Ancien Empire le modèle artistique plus que jamais imité pour affirmer cette grandeur retrouvée.
L’activité monumentale est forte à Memphis, où le Sérapéum de Saqqarah est agrandi, alors que culmine le culte du taureau Apis dans le mouvement général de dévotion aux animaux sacrés, réceptacles de la puissance divine incarnée sur terre et substituts d’une royauté sujette à tant de soubresauts pour garantir la marche de l’univers.
Les constructions sont nombreuses aussi à l’intérieur du delta, en particulier à Saïs berceau de la dynastie, où le grand temple de la déesse Neith devient un des principaux centres de la vie religieuse et culturelle spécialement réputé pour son école de médecine. C’est auprès de la maison de vie du temple de Neith qu’au milieu du Ve siècle avant notre ère l'historien et géographe grec Hérodote cherche à pénétrer le savoir des scribes. C’est aussi à l’époque saïte que se codifient nombre de grands corpus de textes religieux et funéraires (recension saïte du Livre des morts développé au Nouvel Empire).

## Pharaons de laXXVIedynastie
Selon les écrits issus de l'œuvre de Manéthon, les premiers rois saïtes sont :
- Ammeris, dit l'Éthiopien (seulement chez Eusèbe de Césarée),
- Stéphinatès, assimilé à Tefnakht II,
- Néchepsos,
- Nékao Ier.

Les chercheurs aujourd'hui pensent que, de par son épithète, le premier, Ammeris, serait plutôt un gouverneur de Saïs nommé par les rois koushites de la XXVe dynastie. De plus, Néchepsos est aujourd'hui plutôt considéré comme un doublon de Nékao II.
|                 |                     |                   |                            |   |  |  |  |  |  |  |  |  |  |  |  |  |  |  |  |
| Rois de Saïs    |                     |                   |                            |   |  |  |  |  |  |  |  |  |  |  |  |  |  |  |  |
|                 |                     |                   |                            |   |  |  |  |  |  |  |  |  |  |  |  |  |  |  |  |
| Tefnakht II     | 680 à 672 av. J.-C. | Saïs              | Nécropole royale de Saïs ? | ? |  |  |  |  |  |  |  |  |  |  |  |  |  |  |  |
|                 |                     |                   |                            |   |  |  |  |  |  |  |  |  |  |  |  |  |  |  |  |
| Nékao Ier       | 672 à 664 av. J.-C. | Saïs              | Nécropole royale de Saïs ? | ? |  |  |  |  |  |  |  |  |  |  |  |  |  |  |  |
|                 |                     |                   |                            |   |  |  |  |  |  |  |  |  |  |  |  |  |  |  |  |
| Pharaons        |                     |                   |                            |   |  |  |  |  |  |  |  |  |  |  |  |  |  |  |  |
|                 |                     |                   |                            |   |  |  |  |  |  |  |  |  |  |  |  |  |  |  |  |
| Psammétique Ier | 664 à 610 av. J.-C. | Saïs puis Memphis | Nécropole royale de Saïs   | ? |  |  |  |  |  |  |  |  |  |  |  |  |  |  |  |
|                 |                     |                   |                            |   |  |  |  |  |  |  |  |  |  |  |  |  |  |  |  |
| Nékao II        | 610 à 595 av. J.-C. | Memphis           | Nécropole royale de Saïs   | ? |  |  |  |  |  |  |  |  |  |  |  |  |  |  |  |
|                 |                     |                   |                            |   |  |  |  |  |  |  |  |  |  |  |  |  |  |  |  |
| Psammétique II  | 595 à 589 av. J.-C. | Memphis           | Nécropole royale de Saïs   | ? |  |  |  |  |  |  |  |  |  |  |  |  |  |  |  |
|                 |                     |                   |                            |   |  |  |  |  |  |  |  |  |  |  |  |  |  |  |  |
| Apriès          | 589 à 570 av. J.-C. | Memphis           | Nécropole royale de Saïs   | ? |  |  |  |  |  |  |  |  |  |  |  |  |  |  |  |
|                 |                     |                   |                            |   |  |  |  |  |  |  |  |  |  |  |  |  |  |  |  |
| Ahmôsis II      | 570 à 527 av. J.-C. | Memphis           | Nécropole royale de Saïs   | ? |  |  |  |  |  |  |  |  |  |  |  |  |  |  |  |
|                 |                     |                   |                            |   |  |  |  |  |  |  |  |  |  |  |  |  |  |  |  |
| Psammétique III | 527 à 526 av. J.-C. | Memphis           | ?                          | ? |  |  |  |  |  |  |  |  |  |  |  |  |  |  |  |